# 美国英语
美国英語（简写：AE、AmEng、USEng、en-US），又稱美式英語，簡稱美語，是指美国使用的一种英语形式。它是美国最主要的语言。根据1990年人口普查，97%的美国居民可以“好”或“很好”地使用英语，只有0.8%的人完全不使用英语，而1890年有3.6%。到2005年，三分之二以上的英語母語者使用美式英語。

## 历史
英国於北美殖民時期，英語便開始傳入北美洲。以英語為母語者第一次遷移到美國的移民潮是在17世纪。與此同時，在北美也有使用荷兰语、法语、西班牙语和瑞典语的人。
- 维吉尼亚詹姆斯敦成立于1607年（英国在北美的第一個殖民地）。
- 新英格兰普利茅斯殖民地成立于1620年的马萨诸塞州普利茅斯。
- 1664年，英国部队占领新尼德兰。
- 1763年，英国取得了新法兰西这片法国殖民地和西班牙的殖民地佛罗里达。

## 語音
與英式英語相比，很多方面美式英語在音韻上是趨於保守的。某些人认为一些北美鄉下的口音和伊麗莎白一世時期的英語一樣，這點尚在討論。
不過與當代英格蘭本土腔調相比，美國中西部和北部的標準美式英語在發音上還要更接近於17世紀的英語。美式英語發音保守的主要原因是它混雜了來自不列顛群島的各種方言。美國東岸地區因為和英格蘭關係密切，以當時英國仍然處於優勢地位，在英式英語發展的同時美國東岸腔調也隨之發生變化。美國內陸地區和英國接觸相對較少，原先的腔調就在很大程度上被保留了下來了。
大多數當代北美英語都有捲舌音（又稱翹舌音），字母r在子音前也要發音；雖然當今英式英語沒有捲舌音，但在17世紀時英格蘭各地全是這樣。受愛爾蘭英語及蘇格蘭英語的影響，捲舌音更是進一步在美國發展。大多數北美英語方言中，字母的發音都是一個捲舌半元音，而不是顫音。“er”音在fur（重讀）和butter（非重讀）中，用國際音標標記為[ɝ]和[ɚ]，但在美式英語中是一個R色彩元音。這點類似部分漢語方言裏的“兒化音”。
英式英語其他的一些改變也沒有出現在美語中，如：
- 當單獨出現在子音 /f/、/v/、 /θ/、/ð/、/s/、/z/ 之前或 /n/ 之前後時，/æ/要變音至 /ɑ/。因此英式英語和美式英語在bath、dance此類字詞的發音上有明顯的不同。除新英格蘭地區外，美國其他地方都沒有發生這種變化。

- /t/ 變音至聲門塞音 [ʔ]，如bottle發音為 [′bɒʔəɫ]。不過要十分注意的是，英式英語中這個變化並不普遍，英式“標準發音”中同樣也沒有包括這種情況；在北美大部分方言中也根本沒有變化，但在美國東岸這個變化就非常明顯，也包括加拿大的紐芬蘭英語。

另一方面，北美英語的發音幾百年來也産生了一些變化而在英國是沒有發生的（起碼在標準口音中）。很多都屬於音素變化：
- [ɑ:]和[ɒ]兩個音合併爲[ɑ]，造成father和bother同韻。在北美英語中極為普遍，除波士頓腔調外，其他幾乎全部美式腔調都發生了這種變化。

- [ɒ]和[ɔ:]兩個音合併爲[ɔ]，也稱作cot–caught合併，即“cot”和“caught”成為同音字。新英格蘭東部、匹茲堡周圍和大平原以西的口音都發生了這種變化。

- 字母r之前，[ɛə]、[ɛ]和[æ]三個音合併爲[ɛɹ]。對很多美式英語使用者來講，Mary、merry和marry這三個是同音字。但有些時候這種情況並不明顯，而且只有兩個是同音素。

- 字母r之前，[ɪ]和[iː]兩個音合併爲[i]，Sirius和serious變成同音字，mirror和nearer押韻。

- 字母r之前，[ʌ]和[ɜː]兩個音合併爲[ɝ]，furry和hurry押韻。

- 北美一些地區，有一些字詞在顎音後[ʊɹ]和[ɝ]這兩個音合併爲[ɝ]，cure、pure、mature、sure都與fur押韻。

- [n]、[d]、[t]、[s]、[z]、[l]之後，[j]音消失，所以new、duke、Tuesday、suit、resume和lute分別發音為/nu/、/duk/、/tuzdeɪ/、/sut/、/ɹɪzum/、/lut/。

- 不同腔調中的 /æ/ 音拉長變化。賓夕法尼亞州到紐約市這帶地方的腔調中就很明顯，如“Yes, I can [kæn]”和“tin can [keən]”。

- 在弱化元音之前，/t/和/d/音都變成齒齦輕擊音[ɾ]，如ladder和latter幾乎是同音字，也許只能通過前面元音的拖長程度來區分。有的時候這種合併並不完全，在各地情況也不一樣。

- [n]和非重讀元音之間的[t]音會消失，造成  winter 和 winner 聽起來相同。當t所在的音節重讀時就沒有這種情況。

- 很多北美口音中，在鼻子音之前，[ɛ]音上昇到[ɪ]音，造成pen和pin几乎同音。這種變化起源於美國南部方言，已經遍及中西部和西部地區。

英式英語和美式英語中共有的合併包括：
- 字母r之前，[ɔː]和[oʊ]兩個音合併爲[ɔ]，造成horse/hoarse、corps/core、for/four、morning/mourning等詞同音。在新英格蘭東部和紐約－新澤西地區的古方言中這些詞之間仍然有區別，但今日這種變化也廣泛滲透著這些地區了。在南海岸和黑人英語中也許還存在一些區別，不過[oʊɹ]已經大體上和[uːɹ]音合併在了一起。

## 與英國英語之差異
美国英语和英国英语有一些小的差異存在於拼寫和語法上，其中一部分是美國英語把英國英語中不規則的拼寫法規律化。与20世纪的语言改革不同（例如土耳其的字母改革，挪威的拼写改革），美国的拼写改变不是由政府驱动的，而是由课本或字典的编撰者发起的。
美国的第一本字典是由诺亚·韦伯斯特于1828年编写的。当时美国是一个新兴国家。韋伯斯特為了顯示當時美國方言是有別於英國的，所以他編寫了這本字典，內裡包含了很多與標準寫法不同的字詞。很多词都是由韦伯斯特首先发起的。韦伯斯特也支持當時很多字詞的“简化”。不過，他提倡的簡化詞彙中有很多（不是所有）與原來的字詞並行為人們日常普遍使用，使得當時情況進一步混亂。
很多美式英語字詞從標準英式英语中缩减。一些例如像centre（中心）被center取代，并且还有很多不同的写法。然而，美式英語更喜歡發音上較長的單詞，而英式英語偏於省略式：如美式英語常用transportation，英式英語常用transport。另外，英式英語更多選用逆構詞法：如從burglar這個詞衍生出的動詞，在美式英語中變成burglarize，而在英式英語中便更變成了burgle。
另外，美国英语与英国英语在日期表达方面也存在着差异。美国英语中，月份在前，日期在后，日期与年份之间有逗号；英国英语则与此相反。如1776年7月4日的写法分别是：
- July 4, 1776（美）
- 4th July 1776（英）

### 美語借詞（英式不常見）
由於受到非英語使用者的語言的影響，美國英語進一步改變。例如在美語單詞中有很多是來源於西班牙語和印第安語。
下面是一些常用的美语词（在英式英語中並不常用，很多是藉著美國娛樂界的影響而傳播的）：
來自漢語：
包子
来自非洲语言：
| gumbo | 秋葵浓汤 |

来自荷兰语：
| cookie | 小甜饼 （英式英語中，cookie指一種被美國人稱為biscuit的餅） |
| kill   | 水道，小河 （用於地名）                                    |

来自法语（很多詞只出現在路易斯安那州）：
| banquette    | 墊高的人行道、射击踏垛（常為地方用法） |
| beignet      | 带馅煎饼                               |
| boudin       | 猪血香肠                               |
| café au lait | 咖啡牛奶                               |
| chowder      | 巧達濃湯                               |
| étouffée     | 蔬菜海鮮辣燉湯（常為地方用法）         |
| jambalaya    | 什锦飯                                 |
| lagniappe    | 商店给顾客的小赠品（常為地方用法）     |
| pain perdu   | 新奥尔良风格的法式烤面包               |
| pirogue      | 挖空樹幹做成的独木舟（常為地方用法）   |
| praline      | 果仁糖                                 |
| zydeco       | 柴迪科舞（常為地方用法）               |

来自印第安語：
| bayou     | 長沼     |
| chinook   | 焚風     |
| squash    | 南瓜     |
| succotash | 豆煮玉米 |

來自西班牙语：
| adobe     | 砖坯（起先是阿拉伯語）                                 |
| arroyo    | 旱谷、河床                                             |
| barrio    | 行政区域（尤其是拉丁族裔居住地）                       |
| burro     | 驴                                                     |
| desperado | 亡命徒                                                 |
| fiesta    | 节日（尤其是西班牙和拉美通過遊行、舞蹈慶祝的聖人節日） |
| frijoles  | 菜豆                                                   |
| hacienda  | 大庄园                                                 |
| hombre    | 男人（在英語中只有男人的意思）                         |
| mesa      | 平頂山                                                 |
| pronto    | 很快地                                                 |

来自意第绪语：
| klutz    | 笨手笨脚的人 |
| kvetch   | 抱怨         |
| lox      | 熏鲑鱼       |
| schlep   | 費勁携带     |
| schmuck  | 笨蛋、蠢貨   |
| schmutz  | 垃圾         |
| shlemiel | 笨拙的人     |

来自日语：
| tycoon  | 企业大亨（原日文漢字：大君，罗马字：taikun）     |
| honcho  | 老闆、領導人（原日文漢字：班長，罗马字：hanchō） |
| tsunami | 海嘯（原日文漢字：津波，罗马字：tsunami）        |

## 地區差異

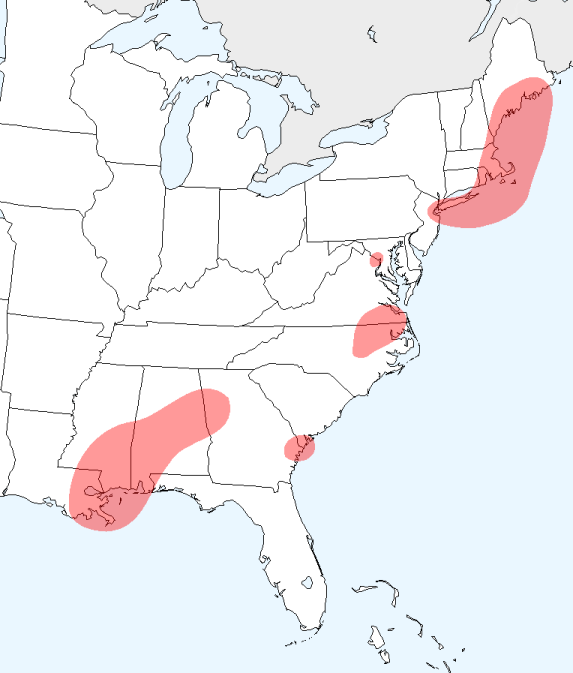
红色区域内的地区腔調为无卷舌(non-rhotic)腔調在美国的主要分布地区。 Map based on Labov, Ash, and Boberg (2006: 48)

在書面語上，雖然美式英語在美國已經相當標準化了，但是，不同的語俚語仍然存在。有幾個尤為明顯的不同區域（例如纽约和紐泽西州）不仅在发音上，甚至在词汇上也有所不同。
傳統上大多數意見認為，“美式標準英語”和它的腔調（General American，有時也稱“标准中西部美语”）是不成文的標準方言和腔調。不過很多语言学家宣称，从20世纪60年代或20世纪70年代起，加利福尼亚英语因著在美国娱乐业的中心地位，使之成為事實上的標準。也有人认为，娱乐业虽然在加州，但使用的仍然是中西部美语。一般認為，加利福尼亞英語中的一些特點，尤其是cot-caught合併現象，並不屬於標準範疇。
北美的方言在東岸地區變化很大。而波士頓、費城、查爾斯頓（南卡羅萊納州）和紐奧良這些重要的文化中心城市在腔調和語言使用上對周邊地區影響很大。
非裔美语也包含有很多独特的形式。

### 引用
1. ↑  "English"; IANA语言子标签注册局; 主体名为: en; 出版日期: 2005年10月16日; 检索日期: 2019年1月11日.
2. ↑  "United States"; IANA语言子标签注册局; 主体名为: US; 出版日期: 2005年10月16日; 检索日期: 2019年1月11日.
3. ↑  McAlpine, Fraser. . BBC America.   [2020-06-22]. （原始内容存档于2021-02-18）.
4. ↑  . edition.cnn.com. 1996-09-06  [2020-06-22]. （原始内容存档于2022-03-17）.